# 黑斑蚜属
黑斑蚜属（学名：Chromaphis）为蚜科的一个属。

## 物种
本属包括以下物种：
- 核桃多毛黑斑蚜 Chromaphis hirsutustibis Kumar & Lavigne, 1970
- 核桃黑斑蚜 Chromaphis juglandicola (Kaltenbach, 1843)[1]